# Beatriz Portinari

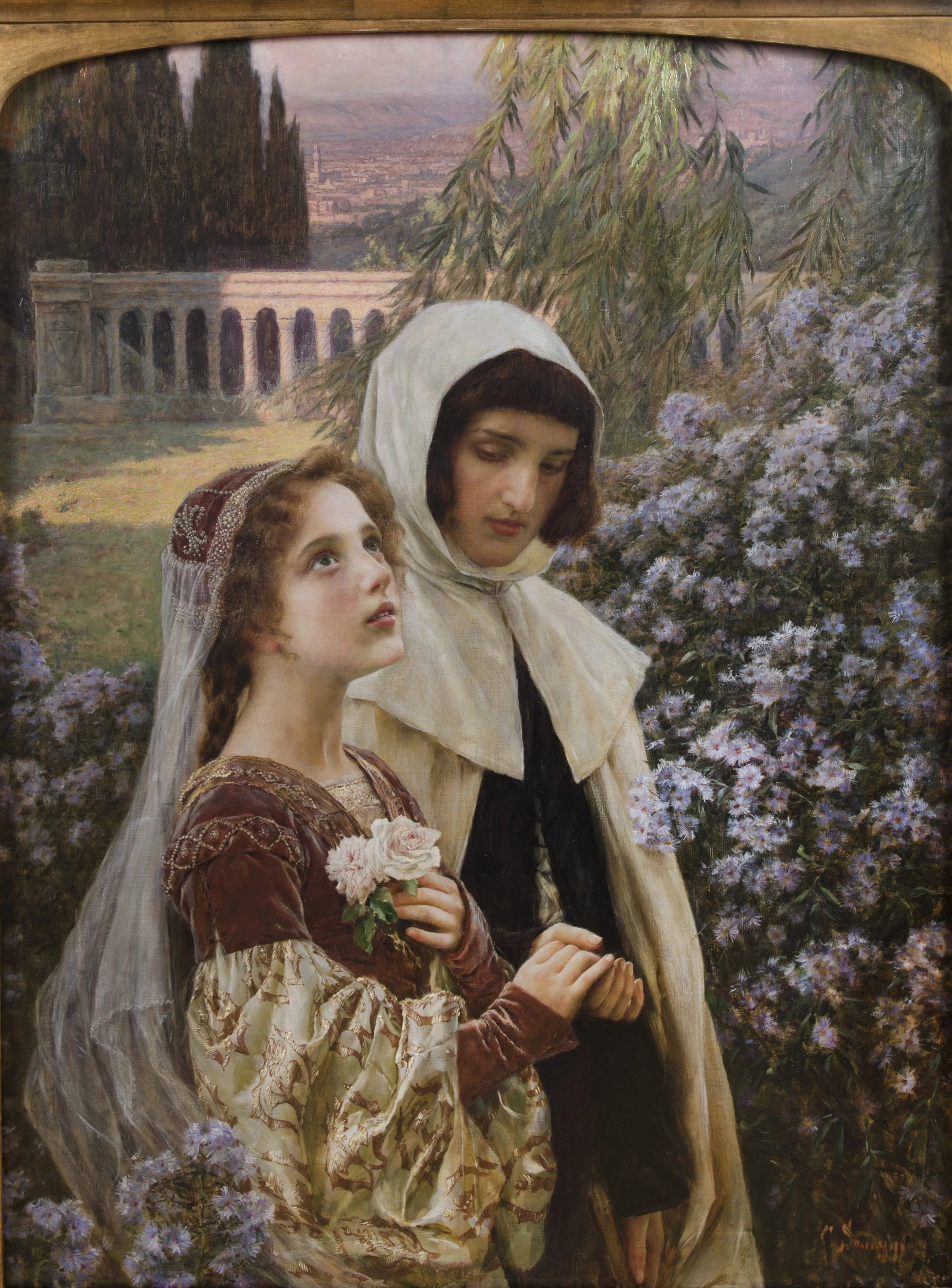
"Dante e Beatrice no jardim", 1905, obra pré-rafaelita de Cesare Saccaggi

Beatriz Portinari, em italiano Beatrice (Bice) Portinari, (1266 — 8 de junho de 1290) foi, segundo alguns críticos literários, a figura histórica que inspirou o personagem Beatriz, de Dante.

## Biografia
Beatriz era filha do banqueiro Folco Portinari e era casada com outra banqueira, Simone dei Bardi. Dante afirma ter conhecido uma "Beatriz" apenas duas vezes, em ocasiões separadas por nove anos, mas ficou tão afetado com os encontros que carregou seu amor por ela por toda a vida. A tradição que identifica Bice di Folco Portinari como a Beatriz amada por Dante é hoje amplamente aceita, embora não unanimemente, pelos estudiosos. Boccaccio, em seu comentário sobre a Divina Comédia, foi o primeiro a se referir explicitamente à mulher; todas as referências posteriores dependem de sua identificação não fundamentada. Documentos claros sobre sua vida sempre foram escassos, tornando até mesmo sua existência duvidosa. A única evidência concreta é o testamento de Folco Portinari de 1287, que diz: "Item d. Bici filie sue et uxoris d. Simonis del Bardis reliquite [...], lib.50 ad floren." A sentença é essencialmente um legado à filha de Portinari, que era casada com Simone dei Bardi. Portinari era um rico banqueiro, nascido em Portico di Romagna. Mudou-se para Florença e morou em uma casa perto de Dante, onde teve seis filhas. Portinari também doou generosamente para fundar o hospital de Santa Maria Nuova.

## Nas obras de Dante Alighieri
Os estudiosos há muito debatem se a histórica Beatriz deve ser identificada com a Beatriz da escrita de Dante. Certamente Beatriz Portinari se encaixa nos amplos critérios biográficos, e é perfeitamente possível que ela e Dante se conhecessem – mas o cânone de Beatriz de Dante não parece depender de tal correspondência e existe como uma personagem literária que guarda apenas uma semelhança passageira com seu antecedente histórico.

### Vita Nuova
Beatriz aparece pela primeira vez no texto autobiográfico La Vita Nuova, que Dante escreveu por volta de 1293. A poesia e a prosa autoetnográficas da Vita Nuova apresentam Beatriz, e a paixão do poeta por ela, no contexto da própria realidade social e romântica de Dante. O retrato de Beatriz por Dante na Vita Nuova é inequivocamente positivo, mas nesta fase inicial se assemelha à atitude mais genérica da dama cortesã, em vez da personalidade nitidamente definida pela qual Beatriz é famosa na Commedia.
Segundo Dante, ele conheceu Beatriz quando seu pai, Alighiero di Bellincione, o levou à casa de Portinari para uma festa de Primeiro de Maio. Ambos tinham nove anos na época, embora Beatriz fosse alguns meses mais nova. Dante foi instantaneamente levado com ela e assim permaneceu durante toda a sua vida em Florença - apesar de ter se casado com outro homem, o banqueiro Simone de' Bardi, em 1287. Por sua vez, Dante casou-se com Gemma Donati, prima de uma das famílias mais proeminentes politicamente em Florença, em 1285. Apesar desse emaranhamento, ele parece ter mantido algum sentimento por Beatriz, mesmo após sua morte em 1290. Como conta Dante na Vita Nuova, retirou-se para um estudo intenso após a morte de Beatriz e começou a compor poemas dedicados à sua memória. A coletânea desses poemas, juntamente com outros que ele havia escrito anteriormente em louvor a Beatriz, tornou-se o que hoje conhecemos como Vita Nuova.
A maneira como Dante escolheu expressar seu amor por Beatriz, tanto na Vita Nuova quanto na Divina Comédia, está de acordo com a noção medieval de amor cortês. O amor cortês era uma forma às vezes secreta, muitas vezes não correspondida, e sempre respeitosa de admiração por uma senhora. É também, antes de tudo, uma presunção literária, e não uma forma real de intimidade. Não era incomum que a senhora em questão não tivesse ideia de seu admirador cortesão e que o admirador em questão não se interessasse por um relacionamento real. Em vez disso, a dama cortesã serve de assunto para o amante exercitar sua habilidade poética, ou mesmo discutir filosofia, na prática de elogiá-la. Independentemente de Dante ter ou não sentimentos pela vizinha Beatriz Portinari, o amor cortês é a modalidade que ele escolhe para transmitir sua paixão, o que sugere um certo distanciamento (pelo menos) entre a realidade histórica e a narrativa autobiográfica.

### Divina Comédia
No início do Inferno, quando Virgílio aparece para guiar Dante pela vida após a morte, ele explica que foi enviado por Beatriz. Ela mesma foi levada a interceder pela Virgem Maria e Santa Lúcia. Ela é referenciada com frequência ao longo de sua jornada pelo inferno e purgatório como fonte de inspiração e conforto.

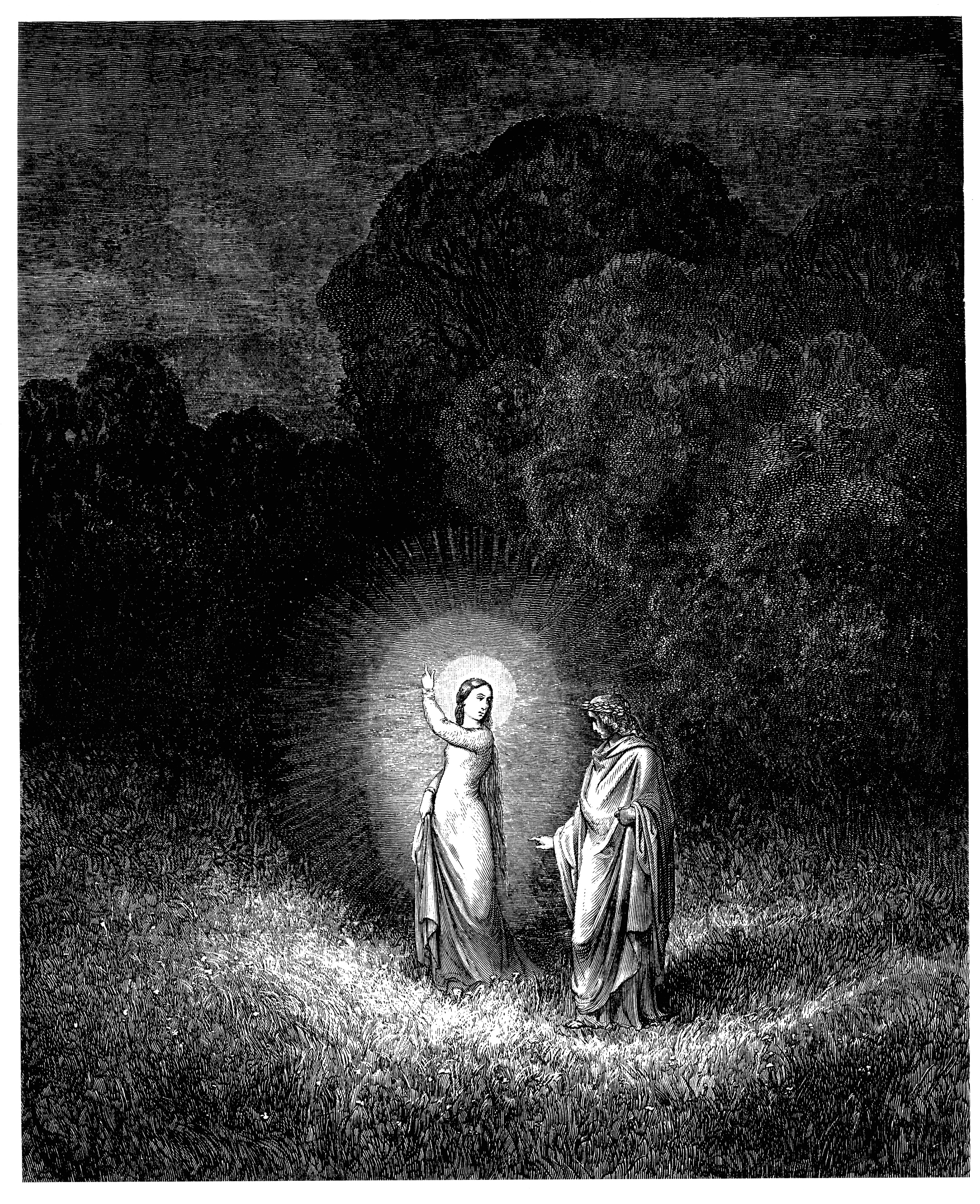
Beatriz aparece para Virgílio no início de Inferno, em uma ilustração de Gustave Doré.Gustave Doré.

Beatriz aparece pessoalmente perto do final do Purgatório para assumir como guia do poeta latino Virgílio porque, como pagão, Virgílio não pode entrar no Paraíso.  Além disso, Beatriz, sendo a encarnação do amor beatífico (como seu nome indica), é especialmente adequada para conduzir o peregrino ao reino da felicidade divina. Naturalmente, então, é Beatriz quem deve conduzir o peregrino ao céu. Onde Virgílio é entendido como razão e filosofia humanas, Beatriz representa o conhecimento religioso e a paixão: teologia, fé, contemplação e graça.  A filosofia é adequada para guiar o peregrino através dos reinos menos santos do pecado e do arrependimento, mas somente a fé divina pode conduzir completamente a alma a Deus.
Apesar de representar o amor divino, a aparição de Beatriz a Dante no Jardim do Éden em Purgatorio XXX não é um reencontro alegre. Ela o repreende por chorar quando Virgílio desaparece, e depois por abandonar sua memória após sua morte e se entregar ao pecado a tal ponto que ela teve que interceder em seu favor para salvá-lo.  À medida que Beatriz guia Dante pelas esferas do Céu, ela se torna cada vez mais bela e indescritível, representando o progresso de Dante em direção a Deus. Ela frequentemente corrige Dante durante sua jornada, agindo como um guia espiritual e fonte de sabedoria. Ao contrário de seu tratamento inicial duro, ao longo de Paradiso Beatriz é encorajadora e paciente para com Dante, tendo alegria em seu progresso gradual. Quando eles chegam ao Empiriano, ela o deixa para tomar seu devido lugar lá. São Bernardo guia Dante para a parte final de sua jornada. Ele aponta o lugar de Beatriz no Empiriano entre várias mulheres glorificadas da Bíblia.
Dante compara a direção de Beatriz do desfile da Igreja no Jardim a um almirante comandando seu navio, um símile masculino incomum que tem perturbado a leitura crítica de Beatriz como uma dama cortesã. Suas digressões sobre múltiplos assuntos acadêmicos no Paradiso também divergem do retrato típico da cortesã amada, que existe como um objeto de louvor, em vez de um sujeito de discurso. Por exemplo, o primeiro desses discursos é sobre óptica, sobre as marcas na lua, e o método científico em geral. Ela é frequentemente vista como uma figura de Cristo, devido à sua morte, a "nova vida" que Dante encontra através dela em La Vita Nuova, e sua intercessão diante de Deus para salvar a alma de Dante na Comédia.